# Centrale de Castle Peak

Districts de Hong Kong : 8. Tuen Mun (gris foncé).

La centrale de Castle Peak est une centrale thermique alimentée au charbon située à Hong Kong en République populaire de Chine, implantée sur la partie continentale.

## Installations

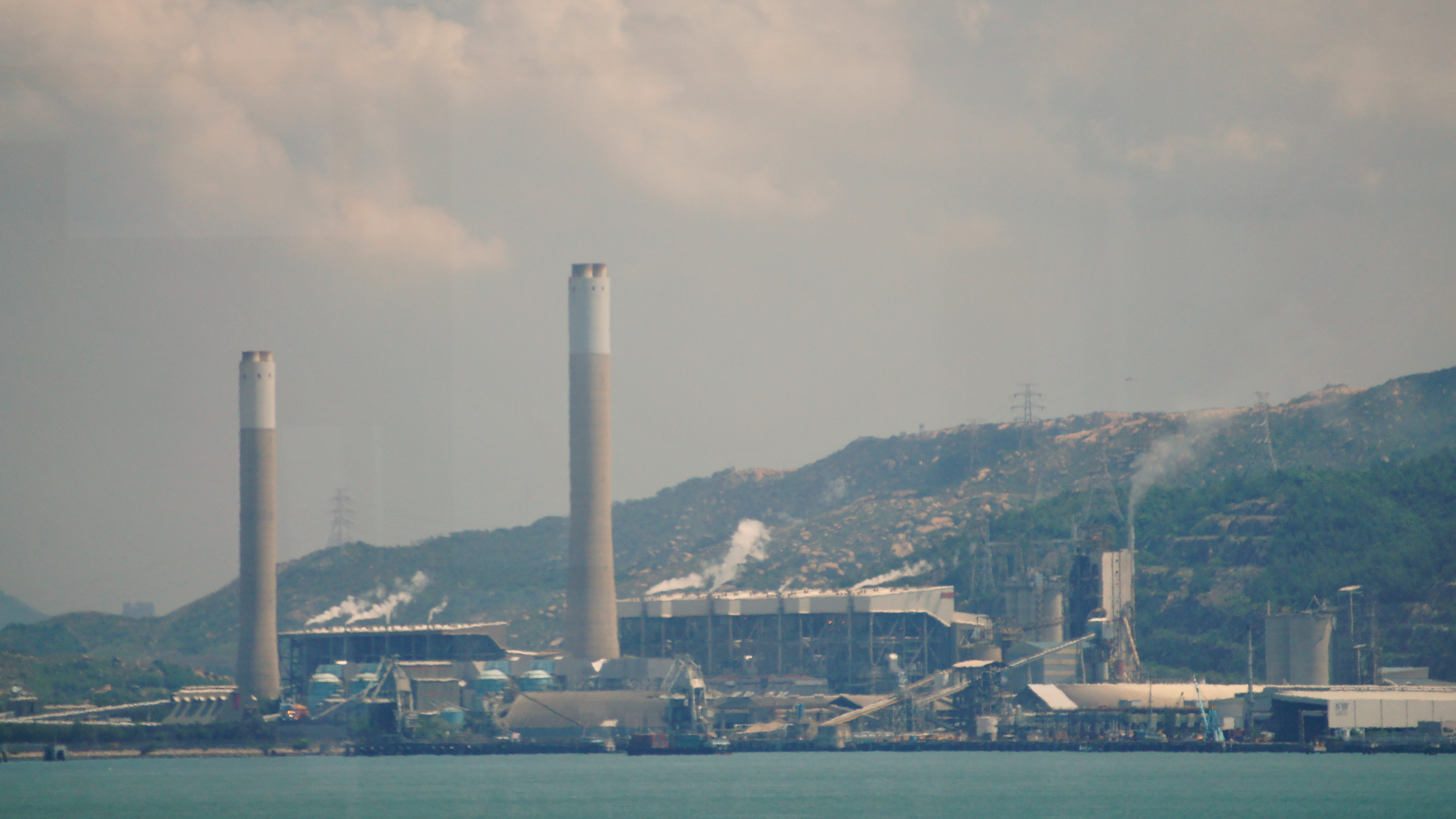
La centrale vue depuis l'aéroport.

## Localisation
Tuen Mun, Hong Kong.

## Historique
Cette centrale à charbon a été construite dans les années 1980 pour répondre à la croissance de la demande en électricité à Hong-Kong. Le schéma du producteur d'électricité CLP Group pour sa construction fut d'évoluer économiquement en n'utilisant plus le pétrole.